# 2021年澳門立法會選舉
澳門特別行政區第七屆立法會選舉（葡萄牙語：Eleições para a 7.ª Assembleia Legislativa de Macau）於2021年9月12日舉行，经直接選舉产生第七屆立法會中的14位議員，及以社團間選方式選出12名議員。议会内其餘7名议员由行政長官在收到選舉總結算15天內委任。此次选举在选前取消認可部分民主派候选人的参选资格，投票率亦创下了自澳门回归以来立法会选举的新低。

## 選舉制度

### 選舉法例
第七屆澳門特別行政區立法會議員人數共33名。根據《澳门特别行政区立法会选举法》，第七屆立法會选举通过直接選舉產生14名議員及間接選舉產生12名議員，其余7名議員由行政长官直接委任。

#### 參選人資格的規定
根據《立法會選舉法》規定，參選人須填寫效忠《基本法》及澳門特別行政區的聲明書，並繳納25,000澳門元選舉保證金，且不得出任外國公職。
又根據《立法會立法屆及議員章程》第十八條規定放棄議員資格（辭職）者亦不可參選，但僅限於同一立法屆且在其放棄資格產生效力後180日內為填補選任議員的出缺而進行的補選。

### 選民資格

#### 直接選舉
年滿18周歲且為澳門特別行政區永久性居民的自然人，如已作選民登記並被登載於選舉日期公佈日前最後一個已完成展示的選民登記冊，可在立法會選舉中選出14名直選議員。

#### 間接選舉
已在身份證明局登記、獲確認屬於相關界別至少滿四年且取得法律人格至少滿七年的法人，如已作選民登記並被登載於選舉日期公佈日前最後一個已完成展示的選民登記冊，可在立法會選舉中選出12名間選議員。

### 提名
參與直選的各個組別須有最少4名、最多14名候選人，且選民簽名支持最少要300名至最多500名。而參與間接選舉須有該界別最少五分之一社團提名。

### 選舉方式
不論是直選或間選，都採用「改良」漢狄法（比例代表制一種），即一組別取得票數除一予第一候選人，除二予第二候選人，除四（而不是一般漢狄法的除三）予第三候選人，以幾何級數除之分配予同組各候選人。此法首次應用在1992年選舉中。選舉以澳門特區為單一選區。
在最後一個議席進行配給時，如果遇上商數相同的情況，該議席配給予尚未取得議席的有關名單；如果各張名單均已取得議席，該議席配給予得票較多的有關名單；又如果各有關名單的得票數也相同，則以抽籤方式決定。

## 立法會選舉管理委員會
行政長官賀一誠，於2020年12月28日發佈第230/2020號行政長官批示「關於立法會選舉管理委員會成員的組成」指定立法會選舉管理委員會成員。其中包括，主席：唐曉峰，委員：黎裕豪、戴祖義、高炳坤、容光亮、陳露。

## 選舉日程
2021年2月9日，特区政府公布第7/2021号行政命令，宣布本届选举日为9月12日。参选组别在3月11日至6月15日间可收集提名，7月5日前提交候选人名单及政纲，而间选的法人选民亦必须最迟于7月29日向选管会提交投票人名单。8月28日至9月10日为宣传期，9月11日为冷静期。

## 選民數字統計
截至2020年12月30日，澳门已登记的自然人选民数字为325,180人，与截至2016年年底的选民人数（307,020人）比较，增加18,160人（5.91%）。法人选民方面為813個，比2017年減少45個。

## 直接選舉組別
2021年6月24日，立法會選管會於會議後會見傳媒，主席唐曉峰指截至當天已獲確認提名委員會直選申請有19份，分別是：澳門發展力量、美好家園聯盟、群力促進會、澳門全勝、同心協進會、民主昌澳門、澳粵同盟、学社前进、公民監察、傳新力量、博彩新澳門、思政動力、澳門民聯協進會、新澳門進步協會、新希望、言起新力量、滙青平台、澳門公義以及澳門基本法推廣宣傳工作聯盟。及後發出新聞稿，指有2份申請決定放棄參選，分別是博企員工新力量和澳門共同家園聯盟，另一份申請基層力量參選團體因組織提名委員會的合資格選民仍不足300人被選管會拒絕證明該參選團體存在。
但民主派方面，選舉管理委員會認為其中三組團隊整隊，以及另外三組團隊部份候選人不符合擁護澳門基本法或不效忠澳門特區，整隊被取消資格的分別是民主昌澳門、學社前進和新澳門進步協會，隨後三組團隊向澳門特別行政區終審法院提出上訴，但終審法院於7月31日作出裁決，駁回他們的上訴。
而部份候選人被取消資格的組別為博彩新澳門（第一候選人周銹芳、第二候選人李漫洲，兩人均為民主派政團澳門社區發展新動力成員）、澳門全勝（第一候選人羅全勝，他也是澳門社區發展新動力成員，此團隊是不角逐連任議員區錦新的繼承團隊）及澳門公義（第一候選人李少坤及第二候選人鄺啟能，他們曾多次組織工運及針對政府官員不作為之遊行），以上各組除澳門公義外，均以候選人不足、候選人遭到恐嚇等理由而退選。

### 参选情况
8月3日經抽籤，各組依次為：
| 序號 | 組別名稱                   | 候選人數 | 候選人（粗體人名為尋求連任之議員，畫線者為退選）                                                         | 得票數（率）     | 當選人數 |
| ---- | -------------------------- | -------- | --- | ---------------- | -------- |
| 1    | 澳粤同盟                   | 11       | 鄭安庭、羅彩燕、劉家裕、姚明禮、李仲森、李蔭良、雷泓宇、伍雅芬、李志晟、潘耀榮、劉志輝                   | 16,813（12.73%） | 2        |
| 2    | 公民监察                   | 8        | 林玉鳳、趙雲橋、朱嘉傑、陳桂舜、張耀鴻、麥欣茵、利安豪、黃文傑                                           | 3,729（2.82%）   | –        |
| 3    | 澳門民聯協進會             | 13       | 施家倫、宋碧琪、李良汪、陳冰冰、黃飛獅、呂思穎、歐陽廣球、麥興業、許龍通、蔡思偉、吳鴻祺、許治煒、陳茵茵 | 26,599（20.14%） | 3        |
| 4    | 滙青平台                   | 6        | 梁偉明、潘立峰、張嘉傑、龔毅華、張國樑、吳庭昌                                                           | 542（0.41%）     | –        |
| 5    | 澳門發展力量               | 11       | 陳德勝、高勝文、李慧聰、麥安迪、龍海安、何偉綱、黃莞驊、甄耀宗、陸潔儀、唐秀麗、陳思進                   | 918（0.70%）     | –        |
| 6    | 传新力量                   | 7        | 林宇滔、甄慶悅、蕭盈榮、謝伊琪、韋浩風、余玉儀、張奕聰                                                   | 8,764（6.64%）   | 1        |
| 7    | 言起新力量                 | 9        | 蔡文政、黎安娜、鄭岳鳴、許朗、龍嘉雯、李國強、梁嘉瑜、楊偉傑、張崇人                                     | 1,433（1.09%）   | –        |
| 8    | 群力促進會                 | 8        | 梁鴻細、顏奕恆、張淑玲、梁俊傑、林家全、李永健、洪偉東、鄭綺霞                                           | 15,102（11.43%） | 2        |
| 9    | 美好家園聯盟               | 11       | 黃潔貞、馬耀鋒、梁美玲、李彩紅、陳皚臻、周惠儀、呂綺穎、林毓霞、施妮娜、吳少蘭、何軍恆                   | 14,232（10.78%） | 2        |
| 10   | 澳門公義                   | 4 → 3    | 何潤拱、馬國財、梁少雄、馮洪德                                                                           | 778（0.59%）     | –        |
| 11   | 同心協進會                 | 12       | 李靜儀、梁孫旭、蔡錦富、江欽育、胡杏珊、程嘉雯、趙蘭瑛、梁銘恩、阮愛武、杜麗儀、黃萬濱、高岸峰           | 23,761（17.99%） | 2        |
| 12   | 思政動力                   | 12       | 葛萬金、李秋玲、梁俊傑、梁志堅、郭卓文、鄭詩樂、黃宏業、陳笑薇、葛萬成、謝連強、杜燦球、鄧志明           | 834（0.63%）     | –        |
| 13   | 澳門基本法推廣宣傳工作聯盟 | 5 → 4    | 周新政、黃鐵軍、余志玲、倫潁如、鄺子裕                                                                   | 334（0.25%）     | –        |
| 14   | 新希望                     | 11       | 高天賜、謝誓宏、鄧詩蘊、陳孝永、羅天娜、洪靄明、鄭家強、曾鳳儀、霍秋儀、吳健雄、何少萍                   | 18,232（13.81%） | 2        |

### 投票站
第七屆立法會選舉共設三十六個直選投票站，其中一個設於澳門監獄（編號35）供選舉日的在囚選民行使投票權；此外，為確保在指定地點接受隔離醫學觀察的選民行使投票權，特區政府在隔離酒店設置了三個流動投票站。而間選投票則在澳門理工學院舉行。
選民收到由立法會選舉管理委員會寄出的《投票通知書》，以作通知其投票地點。即使選民收不到《投票通知書》，亦可透過立法會選舉服務熱線、選舉網站、「城市指南」、選民登記自助服務機或親身查知被分配的投票地點。
各直選投票站運作時間為由2021年9月12日上午9時至晚上9時；各票站位於為以下地點：
| 1. 澳門福建學校 2. 化地瑪聖母女子學校 3. 鏡平學校（中學部） 4. 聖德蘭學校 5. 青洲小學 6. 澳門工聯職業技術中學 7. 中葡職業技術學校 | 8. 政府綜合服務大樓 9. 澳門浸信中學 10. 廣大中學 11. 勞校中學 12. 嘉諾撒聖心中學中文部 13. 嘉諾撒聖心英文中學 14. 鏡平學校（小學部） | 15. 聖保祿學校 16. 聖公會澳門蔡高中學（分校） 17. 勞校中學附屬幼稚園 18. 鮑思高粵華小學 19. 沙梨頭坊眾學校 20. 培正中學 21. 二龍喉中葡小學 | 22. 東南學校（中學部） 23. 濠江中學附屬小學 24. 利瑪竇中學 25. 塔石體育館主場館 26. 聖若瑟修院禮堂（印務局旁） 27. 澳門葡文學校 28. 海星中學 | 29. 慈幼中學 30. 澳門綜藝館 31. 氹仔坊眾學校 32. 澳門運動場（分為A、B兩區） 33. 路環中葡小學 34. 社會工作局石排灣辦事處 35. 路環監獄 36. 澳門理工學院體育館 |

### 特別安排
因2019冠狀病毒病澳門疫情影響，選管會在舉行會議後宣佈於9月11日晚上11時59分之前已入境澳門並須入住醫學觀察酒店的選民，於澳門各出入境口岸或醫觀酒店中簽署選管會提供《轉移投票站申請》，就可以在選舉日特定時段前往設於醫觀酒店內的投票站行使投票權。投票站由衛生局和市政署人員負責，有嚴格的防疫措施，工作人員會穿上防護裝備接待和管理投票站，投票人士在投票期間包括全程配戴口罩和使用即棄手套。當局更安排投票人士於投票日前一天接受病毒核酸檢測。

### 電視辯論和電台節目
電台節目於8月30日至9月2日舉行，由澳門廣播電視股份有限公司舉辦，各獲邀的候選組別代表出席澳門電台中文頻道晨間烽煙節目澳門講場，節目於上午8時20分至10時30分進行直播，期間接受觀眾致電提問。
電視辯論於8月30日至9月1日舉行，由行政公職局進行安排，由澳門廣播電視股份有限公司舉辦，每天分為5個組別進行辯論。於下午進行錄影後於8月30日至9月1日晚上9時在澳視澳門和澳門資訊首播，其中澳門資訊於翌日午夜0時左右重播。
在8月31日選舉辯論中，第10組參選組別候選人未按時出席，在下午2時50分左右第6至第9組別參選組別已在論壇現場作準備，5分鐘後論壇外突然傳出吵鬧聲，有三名身穿該組別服裝人士試圖以非候選人身份出席論壇，其中一人較早前被選管會取消參選資格之人士，他們試圖進入論壇被保安阻止，期間一度有現場治安警員作協調，該三人目的是在論壇上合照向市民表違拒絕出席的原因，後來拍照和停留約10多分鐘後就離開現場。

### 投票人数
| 總得票   | 總得票   | 總得票   | 得票數目 | 得票率  | 较上届相比 |
| 總得票   | 總得票   | 總得票   | 137,279  | 100%    | ▼14.84%    |
| -------- | -------- | -------- | -------- | ------- | ---------- |
| 有效票   | 有效票   | 有效票   | 132071   | 96.21%  | ▼23.48%    |
| 廢票     | 廢票     | 廢票     | 2,067    | 1.51%   | ▲54.37%    |
| 空白票   | 空白票   | 空白票   | 3,141    | 2.29%   | ▲232.73%   |
| 選民總數 | 選民總數 | 選民總數 | 323,907  | 323,907 | ▲5.98%     |

## 間接選舉組別

### 參選情況
間選組別方面，選管會共5份提名委員會申請並獲確認和合法存在。分別是代表工商、金融界參選的澳門僱主利益聯會，勞工界的僱員團體聯合，專業界的澳門專業利益聯會，社會服務及教育界的社會服務教育促進會，文化體育界的旭昇文體聯合會。
| 界別             | 組別               | 組別葡文名 | 候選人                         | 得票数 | 结果     |
| ---------------- | ------------------ | ---------- | ------------------------------ | ------ | -------- |
| 工商、金融界     | 澳門僱主利益聯會   |            | 高開賢、崔世平、葉兆佳、王世民 | 969    | 全部当选 |
| 勞工界           | 僱員團體聯合       |            | 林倫偉、李振宇                 | 1,074  | 全部当选 |
| 專業界           | 澳門專業利益聯會   |            | 崔世昌、黃顯輝、陳亦立         | 624    | 全部当选 |
| 社會服務及教育界 | 社會服務教育促進會 |            | 何潤生                         | 1,775  | 全部当选 |
| 文化及體育界     | 旭昇文體聯合會     |            | 陳澤武、梁安琪                 | 2,317  | 全部当选 |

## 選舉紀錄

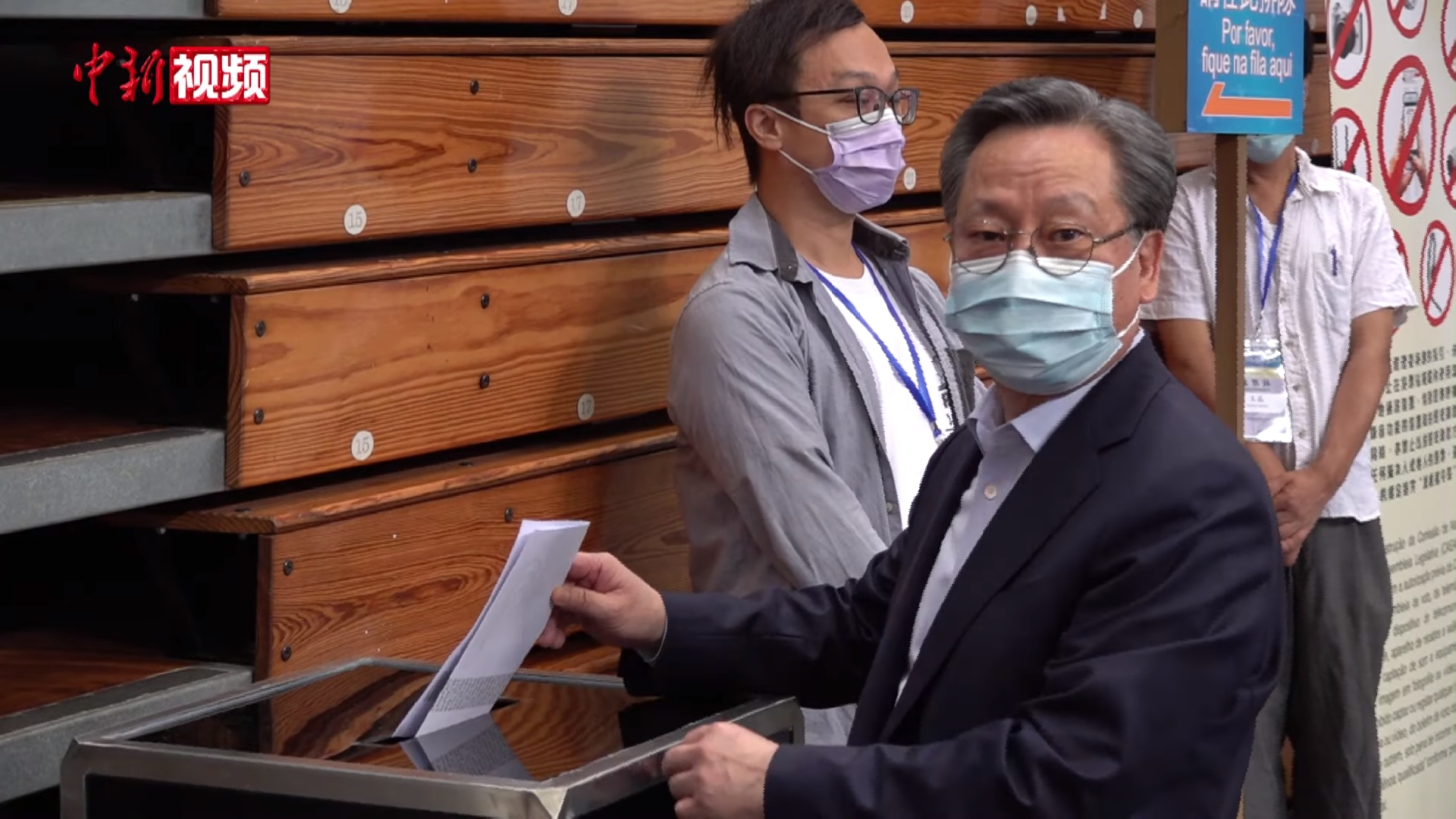
澳门立法会主席高开贤在选举中投票

上屆「票王」，建制派议员麥瑞權宣布自己不再参选议员，民主派直選議員區錦新在2021年2月下旬宣佈放棄連任，上屆直選議員何潤生與梁安琪在本届选举轉為參加間選。
本届选举的投票率为42.38%，较2017年相比下降约15%，而投空白票与废票的选民占到3.8%，選管會總核算委員會在選舉日翌日的廢票核對工作上，展示多张选票上出现「垃圾選舉」、「DQ可恥」、個別被DQ組別名字、「醜」以及中英文髒話等針對性字眼。对于投票率低迷一事，選委會主席唐曉峰称是由于受到疫情、高温和雷雨天氣影响，但有学者以及候选人认为与民主派议员被取消参选资格有关。
直选席次中，代表福建同乡会的民众建澳联盟得到2.6万余票，取得3席；其他建制派社团，包含澳門工聯會、澳粵同盟、澳門街總、澳門婦總都取得2席。代表公职人员和土生葡人利益的自由开放阵营社团新希望取得2席，此外上届选举未获得席位的传新澳门协会，在这次选举中获得1席。但在上届选举中获得1席的澳门公民力量，在本届选举中失去席次。

## 委任議員
2021年9月23日，行政長官賀一誠公佈七名委任議員名單。有四位議員連任分別是馬志成、邱庭彪、龐川及胡祖杰，另外三位為「新面孔」分別是來自教育界的高錦輝、文化界陳浩星以及旅遊業張健中。
| 姓名   | 出生年月           | 职业                                             |
| ------ | ------------------ | ------------------------------------------------ |
| 馬志成 | 1978年6月（47歲）  | 中國澳門體育暨奧林匹克委員會財政兼青年委員會主任 |
| 邱庭彪 | 1964年4月（61歲）  | 澳門特別行政區行政會委員、澳門大學法學院助理院長 |
| 龐川   | 1971年6月（54歲）  | 澳門科技大學副校長和研究生院院長                 |
| 胡祖杰 | 1968年12月（56歲） | 澳門文化遺產委員會委員、澳門工程師學會會長       |
| 高錦輝 | 1964年10月（60歲） | 澳門培正中學校長                                 |
| 陳浩星 | 1962年10月（62歲） | 故宮研究院書畫研究所特聘研究員、濠江印社理事長   |
| 張健中 | 1971年11月（53歲） | 澳門中國旅行社董事長                             |

## 社會爭議/事件

### 「平安通」選舉宣傳
社交平台出現貼文，指有團體於2021年3月12日使用受政府資助的長者服務項目「平安通」發訊息予會員，宣傳支持相關參選組別。而廉政公署回應，若有問題或灰色地帶，不排除勸喻。社工局於3月22日發出新聞稿稱已發函，提示各接受政府資源的社服機構必須嚴格遵守選管會指引。3月23日，街總理事長陳家良回應事件指，該通知是由街總屬下的會發出，認為當時處於立法會選舉的提名期，其行為只是一種呼籲，沒有利益輸送、威逼利誘，符合選舉法規定。

### 取消民主派候選人資格
2021年7月9日，三組非建制派候選人被選舉管理委員會指不擁護《基本法》或不效忠中華人民共和國澳門特別行政區被取消資格。多名現任或曾任議員包括民主派元老吳國昌，新澳門學社議員蘇嘉豪，第四届澳门立法会议员陈伟智等被認定不具被選資格，而同被視為非建制派的高天賜則沒有被取消資格。其中直選議員蘇嘉豪早前已簽署有關選舉聲明書，但仍被認定不具被選資格。選舉管理委員會主席唐曉峰稱保安司提供候選人不擁護基本法或澳門政府的資料。
澳門終審法院於同年7月31日裁定，參選人組織和參與悼念六四事件或已故諾貝爾和平獎得主劉曉波的活動，含有結束一黨專政、零八憲章等要求變更政體的字眼，屬誹謗中國政府，破壞憲政秩序，因此可被視為不擁護澳門《基本法》與不效忠澳門特區，法院表示依法作出不具備參選資格的判決。
歐盟發言人斯塔諾（Peter Stano）回應取消21人參與資格是邁出不利一步，違反澳門基本法保障權利的承諾，損害澳門政治多元化和限制民主的辯論，呼籲澳門特區政府維護澳門的權利和自由，容許所有政治光譜的候選人參與九月的立法會選舉，澳門特區政府同日晚上發聲明，特區立法會選舉完全是特區的內部事務，任何外國機構無權干涉。
同日國務院港澳辦、澳門中聯辦分別發聲明：澳門終審法院的裁決具有堅實的法律和事實基礎，中方對此表示堅決支持。聲明又強調，堅持愛國者治澳是全面準確貫徹一國兩制方針的根本保證。

### 賄選
澳門廉政公署在2022年12月12日公佈該選舉發生的一宗賄選案。經檢察院轉介立案調查後發現有一組候選組別受託人與一名導遊負責統籌半天遊活動，其中有餐飲及派發印有請投予該組別標語的洗衣液、雨傘等禮品，這些禮品均由該受託人出資，成功誘使200多名選民在該組別的提名表上填寫個人身份資料及簽名。
調查期間，多人承認透過手機APP或直接口耳相傳，知悉只需在表格上簽名，即可獲免費旅遊及餐飲，出發前先被安排到公共行政大樓合影。該組別受託人、導遊及200多名選民涉嫌觸犯賄選罪，案件並已移送檢察院處理。

## 外部連結
- 澳門基本法
- 2021年澳門立法會選舉總核算結果
- 關於澳門立法會/選舉的歷史文獻（页面存档备份，存于）

| 上一屆： 2017年 | 澳門立法會選舉 2021年 | 下一屆： 2025年 |